# 한소은
한소은(본명: 박은지, 1993년 7월 8일 ~ )은 대한민국의 배우이다.

## 학력
- 동덕여자대학교 방송연예과 재학

경북여자 고등학교 졸업

## 출연 작품

### 드라마
| 연도 | 방송사   | 제목                            | 역할             | 비고          |
| ---- | -------- | ------------------------------- | ---------------- | ------------- |
| 2015 | 네이버TV | 아부쟁이 얍!                    | 짝궁             | 웹드라마      |
| 2016 | SBS      | 고호의 별이 빛나는 밤에         | 공공희           | 웹드라마      |
| 2018 | KBS2     | 파도야 파도야                   | 박윤주           | 64회부터 출연 |
| 2018 | 네이버TV | 사당보다 먼 의정부보다 가까운   | 정마음           | 웹드라마      |
| 2018 | POOQ     | 넘버 식스                       | 강세라           | 웹드라마      |
| 2019 | OCN      | 미스터 기간제                   | 한태라           | 16부작        |
| 2020 | JTBC     | 쌍갑포차                        | 보라             | 12부작        |
| 2020 | JTBC     | 18 어게인                       | 어린 정다정      | (김하늘 아역) |
| 2021 | TVING    | 마녀식당으로 오세요             | 강수정           | 고등학생      |
| 2021 | JTBC     | 아이돌: 더 쿠데타               | 스텔라(장스텔라) |               |
| 2021 | 배민     | 시간도 배달이 되나요? 2002      | 하다연           |               |
| 2022 | TV조선   | 마녀는 살아있다                 | 임고은           | 12부작        |
| 2023 | tvN      | 청춘월담                        | 한소은           | 20부작        |
| 2023 | MBC      | 조선 변호사                     | 강은수           | 16부작        |
| 2024 | MBC      | 백설공주에게 죽음을 - Black Out | 박다은           | 14부작        |
| 2025 | SBS      | 귀궁                            | 중전 박 씨       | 16부작        |

### 광고
- 2020년 - 슥!삭! (게임)

## 뮤직 비디오
- 2019년 영재 - 《Forever Love》 - 티저 트레일러 출연